# Teatro Experimental do Porto
O Círculo de Cultura Teatral / Teatro Experimental do Porto (CCT / TEP) MHM é a mais antiga companhia de teatro de Portugal, fundada em 1951.

## História
As origens do CCT/TEP remontam a uma noite de Novembro de 1950 em que, por convocatória oral de Manuel Breda Simões, um grupo de cidadãos interessados na teoria e prática teatral reune-se nas instalações do Instituto Francês, no Porto, então sedeado na Rua de Cândido dos Reis.
A companhia estreou o seu primeiro espectáculo em 1953, sob a direcção de António Pedro, que permanece à frente do Teatro Experimental do Porto (TEP), de 1953 a 1961, transformando-o numa experiência sem precedentes no teatro português.
À História do decano TEP, estão ligados nomes como Júlio Resende. O pintor foi um dos participantes da primeira Exposição de Artes Plásticas do TEP, em 1954.
A 9 de junho de 1995, foi agraciado com o grau de Membro-Honorário da Ordem do Mérito.
A 27 de março de 1999, o TEP transferiu a actividade para Vila Nova de Gaia, passando a actuar no Auditório Municipal de Gaia.
Em 2012, a direcção artística foi assumida por Gonçalo Amorim, encenador residente desde 2010. 
Em 2015, O TEP foi uma das oito estruturas artísticas convidadas pelo Teatro Municipal do Porto a participar de uma residência de 12 meses no Teatro Campo Alegre, no âmbito programa Teatro em Campo Aberto. Desta residência resultaram quatro novas criações para o ano de 2015: Casa Vaga, um espectáculo de escrita colaborativa que reuniu os actores/encenadores Gonçalo Amorim, Pedro Gil e Raquel Castro, e o dramaturgo Rui Pina Coelho; Caridade, o que resta de Fé Caridade Esperança, de Ödön von Horvát, encenado por Luís Araújo; Pantagruel, baseado na obra de François Rabelais e encenado por Gonçalo Amorim; e O Animador, versão cénica de The Entertainer de John Osborne assinada pelo dramaturgo Rui Pina Coelho e encenada por Gonçalo Amorim.

## Sócios honorários
- 2005- Júlio Resende[2]